# Панасенко Тарас Іванович
Тарас Іванович Панасенко (15 лютого 1930, село Козацьке, тепер Звенигородського району Черкаської області — 4 серпня 1989, Рівне) — український радянський партійний діяч, 1-й секретар Ровенського обкому КПУ. Член ЦК КПУ в 1976—1989 р. Депутат Верховної Ради СРСР 9—11-го скликань. Народний депутат СРСР у 1989 році.

## Біографія
Народився в бідній селянській родині. У 1952 році закінчив Козачанський зоотехнічний технікум.
У 1952—1954 роках — зоотехнік Рокитнівської районної ветеринарної лікарні, зоотехнік Рокитнівської машинно-тракторної станції (МТС) Ровенської області.
У 1954—1955 роках — секретар Рокитнівського районного комітету ЛКСМУ Ровенської області.
Член КПРС з 1955 року.
У 1955—1957 роках — 1-й секретар Рокитнівського районного комітету ЛКСМУ Ровенської області.
У 1957—1961 роках — студент Львівської вищої партійної школи.
У 1961—1965 роках — інструктор, заступник завідувача відділу сільського господарства Ровенського обласного комітету КПУ; начальник районного сільськогосподарського управління у Ровенській області.
У 1965 — жовтні 1972 року — 1-й секретар Ровенського районного комітету КПУ Ровенської області.
У жовтні 1972 — 4 серпня 1989 року — 1-й секретар Ровенського обласного комітету КПУ.

## Нагороди
- орден Жовтневої Революції
- три ордени Трудового Червоного Прапора
- медалі
- Почесна грамота Президії Верховної Ради Української РСР (14.02.1980)